# Беніто Сарті
Беніто Сарті (італ. Benito Sarti, 23 липня 1936, Падуя — 4 лютого 2020, Орбассано) — італійський футболіст, що грав на позиції захисника, зокрема за «Ювентус», у складі якого — триразовий чемпіон Італії. Виступав за  національну збірну Італії.

## Клубна кар'єра
Народився 23 липня 1936 року в місті Падуя. Вихованець футбольної школи місцевого клубу «Падова». Дорослу футбольну кар'єру розпочав 1954 року в основній команді того ж клубу, в якій провів три сезони, взявши участь у 22 матчах чемпіонату. 
Своєю грою за цю команду привернув увагу представників тренерського штабу клубу «Сампдорія», до складу якого приєднався 1957 року. Відіграв за генуезький клуб наступні два сезони своєї ігрової кар'єри. Більшість часу, проведеного у складі «Сампдорії», був основним гравцем захисту команди.
1959 року уклав контракт з туринським «Ювентусом», у складі якого провів наступні дев'ять років своєї кар'єри гравця. Граючи у складі «Ювентуса» також здебільшого виходив на поле в основному складі команди. За цей час двічі виборював титул володаря Кубка Італії і тричі ставав чемпіоном Італії.
Завершував ігрову кар'єру у команді «Варезе», за яку виступав протягом 1968—1969 років.

## Виступи за збірну
1958 року дебютував в офіційних матчах у складі національної збірної Італії.
Загалом протягом кар'єри у національній команді, яка тривала чотири роки, провів у її формі 6 матчів.
Помер 4 лютого 2020 року на 84-му році життя у місті Орбассано.
| Дата       | Місто     | Господарі      | Результат | Гості     | Турнір                             | Голи | Примітки |
| ---------- | --------- | -------------- | --------- | --------- | ---------------------------------- | ---- | -------- |
| 9-11-1958  | Париж     | Франція        | 2 – 2     | Італія    | товариський матч                   | -    |          |
| 1-11-1959  | Прага     | Чехословаччина | 2 – 1     | Італія    | Кубок Центральної Європи 1955—1960 | -    |          |
| 29-11-1959 | Флоренція | Італія         | 1 – 1     | Угорщина  | Кубок Центральної Європи 1955—1960 | -    |          |
| 6-1-1960   | Неаполь   | Італія         | 3 – 0     | Швейцарія | Кубок Центральної Європи 1955—1960 | -    |          |
| 13-3-1960  | Барселона | Іспанія        | 3 – 1     | Італія    | товариський матч                   | -    |          |
| 15-6-1961  | Флоренція | Італія         | 4 – 1     | Аргентина | товариський матч                   | -    |          |
| Усього     |           | Матчів         | 6         |           | Голів                              | 0    |          |

## Титули і досягнення
- Володар Кубка Італії (3):

«Ювентус»: 1958-1959, 1959-1960, 1964-1965
- Чемпіон Італії (3):

«Ювентус»: 1959-1960, 1960-1961, 1966-1967